# Дормантност семена
Мировање у физиологији биљака се може генерално дефинисати као привремено одсуство видљивих знакова раста и развића било које структуре биљке која садржи меристем без обзира да ли фактор који изазива ове промене припада групи спољашњих (еколошких) или унутрашњих (физиолошких) фактора. 
У семенарству, такође, термин мировање означава одсуство знакова клијања семена, међутим, ако су еколошки фактори повољни, а клијање изостаје онда се појава назива дормантност. Односно, када клијаво семе (семе са способношћу да проклија и развије се у биљку) не клија у повољним условима средине (повољна влага, температура, прилив кисеоника, а за фотобластично семе и светлост) сматра се дормантним.
Дормантност семена је више од мировања ембриона у семену и може да укључи и прелазак биљке из ембрионалне фазе развоја ка јувенилној фази клијавца, односно дормантност се односи на било који део ембриона или клијавца, укључујући застоје у елонгацији било корена или надземног дела.

## Терминологија дормантности
Терминологија дормантности, коју је предложио Ланг са сарадницима, може се применити на било који биљни део па и на семе:

### Екодормантност
Екодормантност је мировање изазвано утицајем једног или више еколошких фактора.

### Парадормантност
Парадормантност је мировање изазвано физиолошким факторима или биохемијским сигналима пореклом ван дормантне структуре. Апикална доминација је пример за то, а када је семе у питању, контрола активности ембриона може да дође из неке од окружујућих структура. Овај облик дормантности потврђује се нормалним клијањем ембриона експлантираног из семена.

### Ендодормантност
Ендодормантност је мировање диктирано физиолошким факторима у самој структури која је дормантна. Мировање пупољака може се сматрати оваквим примером, а код семена ако ембрион експлантиран из окружујућих ткива не расте и не развија се.

## Дормантност семена као биолошко адаптивни механизам
Семе већине врста умереног појаса показује известан степен дормантности, јер је клијање ретко потпуно чак и кад су услови за клијање идеални. Пошто велики број врста умереног појаса плодоноси и осипа се крајем вегетације, семе би, када дормантности не би било, по опадању врло брзо исклијало у повољним условима дугих, топлих и влажних јесени, а доласком првих мразева неодрвењени поник би био десеткован. Дормантност семена, стога, представља биолошки адаптивни механизам прилагођавања циклуса развоја сезонским променама средине, као што је потреба хлађења током зиме код неких врста из умереног појаса, или испирања инхибитора раста из семењаче почетком кишне сезоне код неких пустињских врста. Истовремено дормантност је често велика сметња при размножавању тих врста у расаднику.
Код неких врста адаптивни механизам се огледа у соматском полиморфизму семена израженом кроз различиту спремност да семе клија. Тако код рода Alopecurus у истом класу јавља се дормантно семе, семе које клија одмах по дијаспори и вивипарно семе (које исклијава у класу). Код рода Xanthium у плоду су два семена од којих једно клија исте, а друго нередне или наредних година, док Chenopodium album има две врсте зрна која се разликују по боји светлија која клијају одмах и тамнија – дормантна. Разлике у динамици клијања код различито пигментисаних зрна црног бора указују на могућу појаву полиморфизма везаног за дормантност и код дрвенастих врста. 

## Интензитет дормантности
Интензитет дормантности зависи од старости, услова исхране и снабдевања водом матичне биљке, као и од климатских фактора током сазревања семена. Код неких врста више температуре током вегетације могу да индукују дубљу дормантност код свеже сакупљеног семена него што је уобичајено. Тако, степен дормантности може да се мења од године до године на истом локалитету, али и на различитим локалитетима током исте године. Код неких врста дормантност семена може да варира у зависности од географске распрострањености врсте.
Сакупљањем, дорадом и условима складиштења се често могу постићи и негативни и позитивни ефекти на интензитет дормантности. Код врста са средње израженом дормантношћу семена (Acer negundo L.) дормантност се може превазићи сувим складиштењем. Код клена и липа дормантност се може превазићи ранијим сакупљањем и неодложном сетвом. Неке врсте могу да развију секундарну дормантност ако се изложе нижим или вишим температурама од оне која је потребна за интензивно клијање. У вези са тим секундарна дормантност се може сматрати биолошким адаптивним механизмом на неочекиване неповољне услове средине. Поред дормантности изазване неповољним факторима средине током клијања, секундарна дормантност може да буде индукована и неповољним факторима средине (на пример ниском влажношћу) током складиштења семена.